# Bitxac rogenc
El bitxac rogenc o vitrac a les Balears (Saxicola rubetra) és un ocell menut passeriforme que abans es classificava dins la família dels túrdids (Turdidae), però ara és considerat dins la família dels muscicàpids (Muscicapidae).
És un ocell migrador insectívor que cria en pastures o herbassars no conreats d'Europa i Àsia. Fa el niu en l'herba. Tots hivernen a l'Àfrica. El seu estat de conservació es considera de risc mínim.

## Etimologia
Saxicola, "que viu a la roca", del llatí saxum, una roca + incola, aquell que hi viu. rubetra, del llatí per "color vermellós".